# Oberbergamt Breslau
Das Oberbergamt Breslau war eine preußische Behörde der Berg-, Hütten- und Salinenverwaltung. Sie wurde 1945 aufgelöst.

## Geschichte

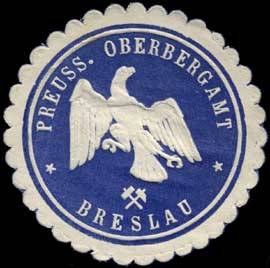
Siegelmarke Preussisches Oberbergamt zu Breslau

Nach dem Siebenjährigen Krieg war Schlesien und die Grafschaft Glatz mit dem Frieden von Hubertusburg endgültig an Preußen gefallen. Als Mittelbehörde zur Verwaltung des schlesischen Bergbaus gründete Friedrich der Große 1769 das Oberbergamt des Herzogtums Schlesien und der Grafschaft Glatz zu Reichenstein. Am 5. November 1769 wurde die „Revidierten Bergordnung für das souveräne Herzogtum Schlesien und für die Grafschaft Glatz“ als Rechtsgrundlage der Bergverwaltung geschaffen. Das Oberbergamt musste 1778 wegen des Bayerischen Erbfolgekriegs nach Reichenbach verlegt werden.
1777 beauftragte König Friedrich II. Friedrich Anton Freiherr von Heinitz mit der Leitung der gesamten preußischen Bergverwaltung. Der Minister des Bergwerks- und Hüttendepartements veranlasste die Gliederung des Bergwesen Preußens – nach englischem Vorbild – in vier Hauptbergwerksdistrikte geteilt:
1. die Kurmark, Neumark, Ost- und Westpreußen,
2. Magdeburg, Halberstadt, Hohenstein und die Grafschaft Mansfeld,
3. Schlesien und die Grafschaft Glatz,
4. die westfälischen Provinzen.

Das Oberbergamt des Herzogtums Schlesien und der Grafschaft Glatz war für Schlesien und die Grafschaft Glatz zuständig. 1779 wurde es nach Breslau verlegt. Diese vier Hauptbergwerksdistrikte wurden 1815/16 in die Oberbergamtsbezirke Berlin, Halle, Oberbergamt Breslau und Dortmund umgewandelt (später wurde noch das Oberbergamt Bonn für die Rheinprovinz geschaffen). Diesen Mittelbehörden waren Bergämter nachgeordnet.
Von 1819 bis 1850 war Brieg Sitz des Oberbergamts, danach wurde es wieder nach Breslau verlegt. Mit der Abtrennung der Ostgebiete des Deutschen Reiches 1945 endete die Geschichte des preußischen Oberbergamts Breslau.

## Berghauptleute
Die Berghauptleute waren die Leiter des Oberbergamtes.
- Friedrich Wilhelm von Reden (1779–1802)
- Hans Otto Philipp Martins (1833–1836)
- Toussaint von Charpentier (1836–1847)
- Karl von Oeynhausen (1847–1855)
- Rudolf von Carnall (1855–1861)
- Karl Gustav Amelung (1864–1866)
- Albert Serlo (1867–1878)
- Johann Friedrich Hermann Pinno (1891–1896)